# Руксперт
Руксперт (ruxpert.ru, також рос. Русский эксперт, Довідник патріота) — пропагандистський вікіпроєкт, заснований у 2013 році російським блогером Олегом Макаренком. Руксперт позиціонує себе як «енциклопедію російських патріотів, яку може редагувати кожен», проте інформація на сайті подається украй односторонньо, точка зору її адміністраторів повністю збігається з точкою зору чинної російської влади, а нейтральність тверджень майже відсутня. На сайті досить багато інформації, що звеличує Росію та її історію, а також зображує Україну в негативному контексті.